# Pictodentalium
Pictodentalium es un género de molusco escafópodo marino de la familia Dentaliidae.
Este género se distribuye por el Sudeste Asiático y Australia.

## Especies
Las especies incluidas dentro del género Pictodentalium son:
- Pictodentalium festivum (G. B. Sowerby III, 1914)
- Pictodentalium formosum (A. Adams & Reeve, 1850)
- Pictodentalium vernedei (Hanley in G. B. Sowerby II, 1860)